# Голодный (Секретные материалы)
Голодный — третья серия седьмого сезона телесериала «Секретные материалы». Премьера состоялась 21 ноября 1999 года на телеканале FOX. Эпизод принадлежит к типу «монстр недели» и никак не связан с основной «мифологией сериала», заданной в первой серии. Режиссёр — Ким Мэннэрс, автор сценария	— Винс Гиллиган.
Главные герои сериала — Фокс Малдер (Дэвид Духовны) и Дана Скалли (Джиллиан Андерсон), агенты ФБР, расследующие сложно поддающиеся научному объяснению преступления, называемые Секретными материалами.

## Сюжет
Недалеко от ресторана быстрого питания находят труп мужчины, у которого будто "высосан" мозг. Под подозрение агентов Скалли и Малдера попадает работник данного ресторана Роб Робертс, являющийся генетическим мутантом. Он постоянно ощущает физический голод, который может утолить лишь человеческий мозг. В течение эпизода мы видим попытки Роба сдержать свой голод, однако голод становится все сильнее. В итоге он становится непреодолимым. Когда агенты ФБР врываются к нему домой с целью арестовать, Роб, в своем настоящем обличии "монстра" намеренно бросается на агентов. Они открывают огонь. Умирая, Роб говорит, что он не может быть никем, кроме себя.

### В ролях
- Дэвид Духовны
- Джиллиан Андерсон
- Чэд Донелла
- Марк Пеллегрино
- Джудит Хоаг
- Лоис Форакер
- Билл Ли Браун
- Чейзен Хэмптон

## Сценарий
Винс Гиллиган решил использовать альтернативный подход при написании сценария этого эпизода, сделав главных героев сериала Малдера и Скалли антагонистами, а повествование построить от лица монстра. Эта идея пришлась по душе создателю сериала Крису Картеру.